# Dendrobium trantuanii
Dendrobium trantuanii là một loài thực vật có hoa trong họ Lan. Loài này được Perner & X.N.Dang mô tả khoa học đầu tiên năm 2003.